# Брегов
Брегов (словац. Brehov, угор. Imreg) — село в Словаччині в Требішовському окрузі Кошицького краю. Село розташоване на висоті 130 м над рівнем моря. Населення — 640 чол. (55 % — словаки та 45 % — угорці). Вперше згадується в 1309 році. В селі є бібліотека та футбольне поле.

## Населення
| Рік:            | 1994. | 2004.   | 2014.   | 2024. |
| --------------- | ----- | ------- | ------- | ----- |
| Кількість осіб: | 671   | 637     | 600     | 564   |
| Різниця:        |       | -5,06 % | -5,80 % | -6 %  |

| Рік:            | 2023. | 2024.   |
| --------------- | ----- | ------- |
| Кількість осіб: | 576   | 564     |
| Різниця:        |       | -2,08 % |